# Antonio Cavicchioni
Antonio Corrado Cavicchioni (San Felice sul Panaro, 10 ottobre 1879 – Bologna, 2 novembre 1958) è stato un diplomatico e imprenditore italiano.

## Biografia
Antonio Cavicchioni nacque a San Felice sul Panaro il 10 ottobre 1879, figlio di Antonio e Luisa Buffetti. Dal 1889 al 1896 fu alunno del Collegio San Carlo a Modena. Si laureò in giurisprudenza all'Università di Torino ed intraprese quindi la carriera giornalistica ne Il Resto del Carlino di Bologna. Nel contempo iniziò ad interessarsi al mondo dell'aviazione e fu tra i fondatori della Società anonima di aviazione (Sada), la seconda scuola di aviazione aperta in Italia, con la collaborazione Rambaldo Jacchia presso il Campo di aviazione di Taliedo. Successivamente, con la collaborazione degli ingegneri Riccardo Etro e Luigi Querini e del conte Umberto Cattaneo, aprì il campo di volo della Comina, presso Pordenone, ove contribuì alla fondazione della prima scuola di aviazione civile italiana.
Su interesse del ministero degli esteri del Regno d'Italia, dal 23 settembre 1914 venne inviato in missione diplomatica a Nairobi (all'epoca capitale dell'Africa Orientale Britannica); nel 1923 venne trasferito come console generale a Calcutta, in India e nel 1924 divenne ministro plenipotenziario in Afghanistan, riuscendo a risolvere con la sua abilità un incidente diplomatico intercorso tra i due governi relativamente al caso dell'ingegnere italiano Dario Piperno, arrestato e giustiziato con l'accusa di aver ucciso un gendarme afghano. Su mandato di Mussolini, Cavicchioni venne incaricato di chiedere riparazione al governo dell'Afghanistan per l'applicazione della legge del taglione, legge ritenuta contraria sia ai costumi italiani che a quelli britannici che avevano regolato la legislazione in territorio afghano sino a poco tempo prima.
Nel 1926 venne trasferito con la qualifica di ministro plenipotenziario in Venezuela e nel 1934 passò in Siam.